# Pomacentrus vaiuli
Pomacentrus vaiuli Jordan & Seale, 1906 è un pesce osseo marino appartenente alla famiglia Pomacentridae e alla sottofamiglia Pomacentrinae.

## Distribuzione e habitat
Proviene dalle barriere coralline dell'oceano Pacifico e dell'oceano Indiano, dove è diffuso dall'Australia occidentale a Samoa; è comune anche nel sud del Giappone. Nuota fino a 45 m di profondità. È comune nelle aree miste a coralli e detrito roccioso

## Descrizione
Presenta un corpo compresso sui lati, allungato. La colorazione è abbastanza variabile, di solito giallastra sul dorso e sulla pinna caudale e blu-violacea sul resto del corpo. Sulla testa sono presenti linee longitudinali blu. Sulla pinna dorsale è presente una macchia nera con il bordo chiaro. La pinna anale ha un bordo scuro.
La lunghezza massima registrata è di 10 cm.

## Biologia

### Comportamento
È prevalentemente solitario.

### Alimentazione
È onnivoro e la sua dieta è composta sia da invertebrati marini (gasteropodi, copepodi, ascidie) che da alghe. Si nutre anche di uova di pesci.

### Riproduzione
È una specie ovipara ed è il maschio a sorvegliare le uova, deposte sul fondo.